# Сарран, Бернар
Бернар Сарран (6 апреля 1796, Казер (по другим данным, Тулуза) — 7 апреля 1874, Париж) — французский журналист, политик, историк, писатель-публицист.

## Биография
Участвовал в походе Наполеона в Россию, был взят и находился в плену в Тобольске, затем был отпущен на родину. В 1820 году уехал в Англию и читал лекции по истории литературы в лондонском Атенеуме с 1822 по 1826 год. Вернувшись во Францию в 1827 году, сотрудничал в Commerce и Journal des Électeurs, оппозиционных правительству изданиях либеральной направленности, где писал статьи, обличающие депутатов. Во время Июльской революции 1830 года стал адъютантом Лафайетта, но вскоре вернулся в лагерь оппозиции и стал редактором La Nouvelle Minerve. Находясь в оппозиции против Людовика-Филиппа, поддерживал наполеоновские идеи; был сторонником принца Луи-Наполеона, неоднократно тайно встречался с ним в Лондоне и стал вскоре одним из доверенных лиц бонапартистов.
23 апреля 1848 года был избран депутатом Национального собрания, действовавшего в период революции 1848—1849 годов, от Оды (Каркасон), до этого безуспешно пытаясь избраться в 1842 и 1846 годах. В нём состоял в комитете по внешнеполитическим делам, протестовал против отмены месс и поддерживал изгнание Орлеанского дома, но протестовал против Римской экспедиции. Переизбран не был и вернулся к сотрудничеству с изданиями Journal des Communes и La Semaine, где писал под псевдонимом «Николя». После 2 декабря 1851 года, когда в результате переворота Луи-Наполеона был установлен режим Второй империи, эмигрировал в Лондон.
Главные работы: «La guerre d’Amérique» (1824), «La Fayette et la révolution de 1830» (1832), «Louis-Philippe et la contre-révolution» (1834), «Histoire de Bernadotte» (1845), «Histoire de la révolution de Février» (1848 — 51), «La France et la liberté» (1861).